# Tề Tương công
Tề Tương công (tiếng Trung: 齊襄公; bính âm: Qí Xiāng Gōng; ?-686 TCN) là người cai trị thứ 14 của nước Tề, một trong các thế lực chính vào thời Xuân Thu trong lịch sử Trung Quốc. Ông có họ (tính) là Khương (姜), tên gia tộc (thị) là Lã (呂) và tên là Chư/Gia Nhi (諸兒).
Dưới thời Tương công cai trị, nước Tề đã chinh phạt nước Kỷ (紀) của Khương thị, một nước láng giềng thù địch. Tuy nhiên, Tương công lại được biết nhiều hơn với sự hoang dâm vô đạo, giết người vô cớ, ông đã có quan hệ loạn luân với em gái là Văn Khương và giết chết em rể Lỗ Hoàn công. Cuối cùng, Tương công bị em họ là Vô Tri giết, Vô Tri sau đó lên ngôi.

## Quan hệ nội tộc
Ông là con trai của Tề Ly công – vua thứ 13 nước Tề. Năm 698 TCN, Ly công qua đời, Chư Nhi lên nối ngôi.
Tề Tương công có người em họ là Khương Vô Tri hay còn gọi là Công Tôn Vô Tri – con của Di Trọng Niên – em ruột Tề Ly công. Khi Tề Ly công còn sống rất quý Vô Tri, nuôi dưỡng và cho Vô Tri hưởng chế độ như thế tử Chư Nhi.
Tề Tương công khi còn là thế tử thường hay tranh chấp, xô xát với Công Tôn Vô Tri. Khi lên ngôi, ông bèn truất bỏ các chế độ mà vua cha đã ban cho Vô Tri.

## Giết Lỗ Hoàn công
Tương công khi còn là thế tử nước Tề đã có một mối quan hệ loạn luân với người em gái khác mẹ là Văn Khương. Năm 709 TCN, Văn Khương được vua cha Hy công gả cho Lỗ Hoàn công.
Tháng 4 năm 694 TCN, Lỗ Hoàn công cùng vợ thăm nước Tề, Tương công và Văn Khương nhân dịp này lại nối lại mối quan hệ bất chính của họ
Lỗ Hoàn công biết chuyện rất giận. Văn Khương không giấu được, bèn báo lại cho Tề Tương công biết. Tề Tương công lập kế giết vua Lỗ cho khỏi xấu hổ, bèn mời Lỗ Hoàn công vào uống rượu, chuốc cho vua Lỗ say. Sau đó Tương công lệnh cho một em trai khác mẹ là công tử Bành Sinh (彭生) giết chết Hoàn công. Bành Sinh theo lệnh đưa Lỗ Hoàn công ra xe, bế vua Lỗ lên xe, nhân đó bóp gãy xương sườn giết chết Lỗ Hoàn công.
Khi xe vua Lỗ về đến nước, thấy vua Lỗ đã chết, người dân nước Lỗ rất tức giận trước tội ác của Tương công, trách cứ nước Tề. Tề Tương công bèn quy tội cho Bành Sinh, ra lệnh giết Bành Sinh để xin lỗi nước Lỗ. Con trai của Hoàn công và Văn Khương là thế tử Đồng lên nối ngôi, tức là Lỗ Trang công.

## Kết hôn
Sau cái chết của Lỗ Hoàn công, Văn Khương vẫn ở lại nước Tề và bà cùng với Tương công vẫn tiếp tục thông dâm. Năm 693 TCN, Tương công kết hôn với một người con gái của thiên tử nhà Chu, người cai trị toàn bộ Trung Quốc trên danh nghĩa, song công chúa đã qua đời chỉ một năm sau đó.
Tề Tương lại kết hôn với Liên thị là em của Liên Xứng - một viên tướng dưới quyền.

## Can thiệp vào các chư hầu
Cùng năm Tề Tương công giết Lỗ Hoàn công, tướng Cao Cừ Di nước Trịnh giết vua là Trịnh Chiêu công, lập Tử Vĩ lên ngôi. Tháng 7 năm 694 TCN, Tử Vĩ và Cao Cừ Di sang nước Tề xin Tề Tương công ủng hộ. Nhưng ông không những không đồng tình mà bắt giết luôn Trịnh Tử Vĩ và Cao Cừ Di để trị tội sát hại Trịnh Chiêu công.
Tề Tương công mang quân về phía đông đánh nước Kỷ (紀)  để báo thù việc tổ tiên Tề Ai công bị vua nước Kỷ gièm pha mà bị vua nhà Chu giết chết.
Năm 693 TCN, Tề đánh các thành Bình (郱), Tấn (鄑), Ngữ (郚) của Kỷ và trục xuất cư dân các thành này. Hai năm sau đó, một người em trai của Kỷ hầu đã đào thoát đến nước Tề. Biết không thể kháng cự lại cuộc xâm lược của Tề, năm 690 TCN, Kỷ hầu đã chạy trốn và giao lại đất nước cho người em trai đã chạy đến Tề, trên thực tế có nghĩa là trao đất nước cho Tề. Kỷ hầu dời đi vội vàng đến nỗi ông ta đã không an táng phu nhân của mình, bà nguyên là một công chúa của nước Lỗ. Tương công đã an táng bà theo đúng nghi lễ.
Năm 688 TCN, vua nước Vệ là Huệ công bị công tử Kiềm Mâu đoạt ngôi 8 năm, xin nước Tề cứu giúp. Tề Tương công mang quân đánh Vệ, lật đổ Kiềm Mâu và lập lại Vệ Huệ công.

## Bị giết
Năm 687 TCN, Tề Tương công sai Liên Xưng (anh phu nhân Liên thị) và Quản Chí Phủ đi trấn thủ đất Quỳ Khâu, hẹn tới mùa dưa sang năm thì cho người khác ra thay thế.
Năm 686 TCN, qua mùa dưa nhưng Tề Tương công vẫn không cho người ra thay hai tướng Quản, Liên. Có người tình nguyện xin ra trấn thủ thay nhưng ông vẫn không nghe.
Hai tướng nghe tin nổi giận bàn nhau làm loạn, định lập Công Tôn Vô Tri lên ngôi. Liên Xưng vốn có em gái họ là Liên Thị là vợ Tề Tương công nhưng không được yêu. Liên Xưng sai người về nói với Liên thị làm người đưa tin và hứa sẽ cho làm vợ Vô Tri.
Tháng 12 năm 686 TCN, Tề Tương công đi săn ở Bái Khâu. Liên thị ngầm sai người báo cho Liên Xưng biết. Liên Xưng và Quản Chí Phủ cùng Công Tôn Vô Tri bèn mang quân tới đột kích.
Buổi đêm, Tề Tương công bị lực lượng đảo chính tới vây. Người hầu là Đồ Nhân Phí bị ông đánh roi nhưng vẫn trung thành; khi ra ngoài gặp Liên Xưng, biết mưu phản của Liên Xưng bèn giả oán trách vua, xin vào làm nội ứng, nhưng thực ra để báo tin nguy cấp cho ông.
Mạnh Dương xin vào nằm ở giường để thế mạng cho Tề Tương công, còn ông ra nấp ở sau cửa để tìm cơ hội trốn. Quân Liên, Quản đánh vào, Đồ Nhân Phí cùng các vệ binh ra chống cự nhưng không đánh nổi và bị giết. Quân Liên - Quản đâm vào người nằm trên giường mới biết là đâm nhầm người khác. Vì Tề Tương công bị lộ giày sau cánh cửa nên bị quân Liên - Quản phát hiện và ập tới giết chết.
Không rõ năm đó Tề Tương công bao nhiêu tuổi. Ông ở ngôi tất cả 12 năm. Công Tôn Vô Tri lên làm vua không lâu thì bị giết. Hai người em Tương công là công tử Củ và công tử Tiểu Bạch tranh nhau kế vị, cuối cùng công tử Tiểu Bạch giành được ngôi vua, tức là Tề Hoàn công.

## Trong văn học
Tề Tương công được đề cập trong tiểu thuyết Đông Chu liệt quốc. Ông xuất hiện từ hồi 8 đến hồi 14. Những sự việc về Tề Tương công được tác phẩm mô tả kỹ là vụ giết Lỗ Hoàn công và vụ binh biến mùa dưa của Liên Xưng và Quản Chí Phủ.